# توفند هوگو

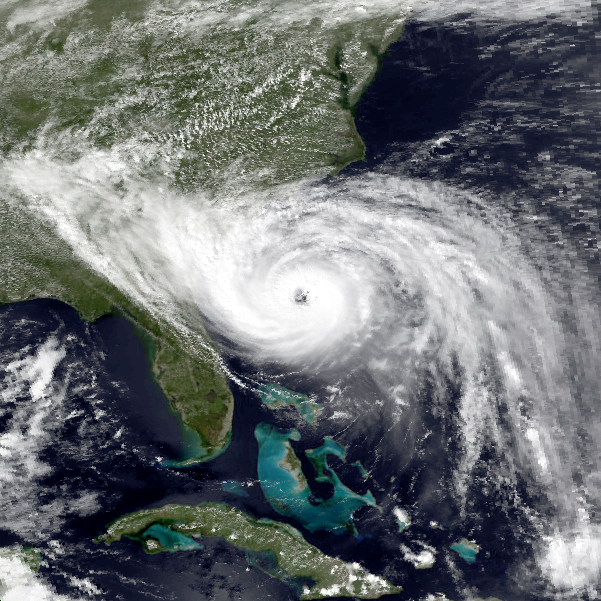
تصویر ماهواره‌ای از هوگو در حال نزدیک شدن به خشکی در سواحل شرقی ایالات متحده به عنوان یک توفند ردهٔ ۴، در ۲۱ سپتامبر

توفند هوگو یک چرخند گرمسیری قدرتمند از کیپ ورد بود که در سپتامبر ۱۹۸۹ خسارات گسترده‌ای را در سراسر شمال شرقی کارائیب و جنوب شرقی ایالات متحده وارد کرد. هوگو در سراسر مسیر خود تقریباً ۲ میلیون نفر را تحت تأثیر قرار داد. اثرات مستقیم آن ۶۷ نفر را کشت و ۱۱ میلیارد دلار خسارت را تحمیل کرد. (معادل ۲۶ میلیارد دلار در ۲۰۲۱) خسارت ناشی از این توفند، از هر توفند آتلانتیک پیش از آن پرهزینه‌تر بود. در اوج قدرت خود در شرق آنتیل کوچک، هوگو به‌عنوان توفند ردهٔ ۵ طبقه‌بندی شد که بالاترین رتبه در مقیاس سافیر-سیمپسون بود. در طول پنج روز، هوگو از گوادلوپ، سنت کروکس، پورتوریکو و کارولینای جنوبی عبور کرد و شرایط طوفانی بزرگی را برای این مناطق و مناطق اطراف ایجاد کرد. اثرات کمتری در طول مسیر توفند در آنتیل کوچک و در سراسر ایالات متحده شرقی به سمت شرق کانادا احساس شد.
هوگو از خوشه‌ای از توفان تندری در نزدیکی کیپ ورد در ۱۰ سپتامبر ۱۹۸۹ به‌وجود آمد. این خوشه در یک چرخند گرمسیری ادغام شد و در ۱۳ سپتامبر، به یک توفند تبدیل شد و به‌شدت ادامه داد تا زمانی که بادهای آن با شدت ردهٔ طوفان شمارهٔ ۵ و تا ۲۶۰ کیلومتر بر ساعت، سرعت گرفتند. بین ۱۷ تا ۱۸ سپتامبر، هوگو پیش از ظهور در دریای سارگاسو، در سراسر شمال شرقی کارائیب به‌عنوان یک سامانهٔ کمی ضعیف‌تر حرکت کرد. تغییرات گسترده‌تر در الگوهای آب‌وهوا باعث شد هوگو یک مسیر شتاب‌زده به سمت شمال غربی به سمت جنوب شرقی ایالات متحده در پیش بگیرد، که در ۲۱ سپتامبر پس از درنوردیدن جزیره سالیوان، کارولینای جنوبی، به‌عنوان یک توفند رده ۴ به پایان رسید و آخرین بار در ۲۵ سپتامبر در شمال اقیانوس اطلس
| کشور                             | فوت‌شدگان | خسارت           |
| -------------------------------- | -------- | --------------- |
| آنتیگوا و باربودا                | ۲        | ۲۰۰ میلیون دلار |
| جزایر ویرجین بریتانیا            | -        | ۵۰ میلیون دلار  |
| دومینیکا                         | -        | ۲۰ میلیون دلار  |
| گوادلوپ                          | ۱۱       | ۸۸۰ میلیون دلار |
| مونتسرات                         | ۱۰       | ۲۶۰ میلیون دلار |
| آنتیل هلند                       | ۱۱       | ۵۰ میلیون دلار  |
| پورتوریکو                        | ۸        | ۲ میلیارد دلار  |
| سنت کیتس و نویس                  | ۱        | ۴۶ میلیون دلار  |
| ایالات متحده آمریکا              | ۲۱       | ۷ میلیارد دلار  |
| جزایر ویرجین ایالات متحده آمریکا | ۳        | ۵۰۰ میلیون دلار |